# Kavečianska stráň
Kavečianska stráň je přírodní památka v katastrálním území Kavečany města Košice v okrese Košice I v Košickém kraji na Slovensku. Byla vyhlášena dne roku 2000 a její rozloha je 3,19 hektaru. Předmětem ochrany je lokalita teplomilné vegetace v zemědělsky využívané krajině s bohatou populací koniklece velkokvětého (Pulsatilla grandis). Také se zde vyskytuje len žlutý (Linum flavum), orlíček obecný (Aquilegia vulgaris). Leží v geomorfologického celku Čierná hora.